# Porta d'Alcalá
La Porta d'Alcalá (Puerta de Alcalá en castellà) és un dels monuments més significatius de Madrid. Va ser manat construir pel rei Carles III i és obra de l'arquitecte Francesco Sabatini. Es troba a la plaça de la Independència, a la cruïlla dels carrers d'Alcalá, Alfonso XII, Serrano i Salustiano Olózaga i al costat de la «Puerta de España», entrada principal als jardins del Retiro. Igual que el carrer en què es troba, la porta rep el seu nom per trobar en el camí que conduïa a la localitat d'Alcalá de Henares.
El monument, construït de granit, té cinc obertures: tres amb arc de mig punt, amb claus amb forma de cap de lleó, i dos laterals amb arc allindanat, amb sengles parells de cornucòpies sobre ells tallats per Roberto Michel. Aquests obertures disposaven en origen de reixes que es tancaven tots els dies al capvespre.
Sobre l'obertura central, en els àtics d'ambdues façanes, figura una inscripció en llatí amb el lema «Rege Carolo III. Anno MDCCLXXVIII» ('rei Carles III. Any 1778'). Sobre la inscripció exterior figura un escut d'armes sostingut per la Fama i el Geni. A banda i banda, quatre escultures d'infants.
A la façana interior, sobre els arcs laterals, figuren les quatre virtuts cardinals: Prudència, Justícia, Temprança i Fortalesa. Tots aquests motius ornamentals van ser tallats en pedra calcària de Colmenar de Oreja, com les cornucòpies, per Francisco Gutiérrez Arribas, i el seu estil més barroc contrasta amb el classicisme de l'estructura de la porta.